# Ichneumon intricator
Ichneumon intricator es una especie de insecto del género Ichneumon de la familia Ichneumonidae del orden Hymenoptera.

## Historia
Fue descrita científicamente por primera vez en el año 1855 por Wesmael.